# Charles Esten
Charles Esten, né le 9 septembre 1965 à Pittsburgh, (Pennsylvanie, États-Unis), est un acteur, musicien et humoriste américain.
Il est connu pour le rôle de Deacon Claybourne dans la série Nashville, diffusée sur ABC puis CMT entre 2012 et 2018 et pour Ward Cameron dans la série Outer Banks de Netflix depuis 2020.

## Biographie
(avril 2020).

### Jeunesse, enfance & débuts
Son vrai nom est Charles Esten Puksar. À l'âge de 9 ans, ses parents ont divorcé. Sa sœur et lui ont été élevés par leur mère. Son père, Charles "Chuck", était un éminent homme d'affaires de la région Pittsburgh Steelers center Ray Mansfield.  
Il a étudié au lycée T.C. Williams High School. Il a obtenu un diplôme en sciences éco en 1987 au Collège de William et Mary, où il était un frère de la fraternité Theta Delta Chi. Il a été chanteur et guitariste du Groupe « N'est Pas » durant ses études au Collège de William et Mary de 1985 à 1988.   
Après l'obtention de son diplôme, il a déménagé au Royaume-Uni pour faire ses débuts au théâtre, jouant le rôle-titre dans la comédie musicale Buddy: The Buddy Holly Story (en) au début des années 1990.  

### Vie privée
En 1991, il épouse Patti Hanson, sa petite amie depuis 1986. Lors d'une interview donnée dans Le Tennessean (février 2015), il raconte qu'ils ont eu leur premier rendez-vous le 14 février 1986. Ils ont trois enfants Taylor (1995), Chase (1998) et Addie (1999). 
À l'âge de deux ans, leur fille Addie a été diagnostiquée d'une leucémie. Depuis il met sa notoriété au profit d'associations de parents d'enfants malade de la leucémie. Avec Addie, ils se produisent régulièrement sur scène pour des concerts au profit d'associations.  
Depuis 2013, la famille vit à Nashville.

## Carrière
(avril 2020).

### Acteur
En 1992, les créateurs de Whose Line Is It Anyway? le contactent pour auditionner, ce qu'il fait avec succès : par conséquent Charles fait ses débuts sur Channel 4. Il apparait dans plusieurs épisodes la même année, lors du tournage de la série à New York. Cependant‚ Charles a fait sa dernière apparition dans l'édition britannique‚ en 1994‚ avant de revenir aux USA pour jouer le rôle de Luke dans série La Vie à cinq.
Bien qu'apparaissant sur scène au théâtre puis au cinéma, c'est en 1999 qui retourne dans Whose Line Is It Anyway? dans la version américaine‚ présentée par Drew Carey.
Après son retour dans Whose Line Is It Anyway?, Charles a régulièrement participé au programme télévision avec d'autres acteurs de la série, comme Wayne Brady, Greg Proops et Brad Sherwood dans Le Drew Carey Show. En 2003, il anime une mini-série comique, semi-scénarisée semi-improvisé, intitulée On the Spot.
En 2011, il a été un invité du Drew Carey's Improv-A-Ganza sur Game Show Network. Charles, et d'anciens collègues Greg Proops, Ryan Stiles et Jeff Davis se retrouvent régulièrement pour faire des tournées à travers le pays : de l'improvisation en direct sous le nom de Whose Live Anyway?.

Charles Esten, Connie Britton et Hayden Panettiere au PaleyFest 2013.

En 2012, il joue Deacon Claybourne l'un des rôles principaux de la série Nashville aux côtés de Connie Britton, Lennon Stella, Hayden Panettiere et Chris Carmack. Le 10 avril 2017, la série a été renouvelée pour une sixième saison, qui sera la dernière.
En mars 2019, Netflix annonce qu'il a été retenue pour figurer dans la distribution principale avec Chase Stokes, Madison Bailey, Rudy Pankow, Jonathan Daviss et Madelyn Cline dans la série Outer Banks créée par Shannon Burke, Josh Pate et Jonas Pate, diffusée depuis le 15 avril 2020 sur Netflix ; il y joue le personnage de Ward Cameron, le père de Rafe et Sarah.

### Musique
(avril 2020).

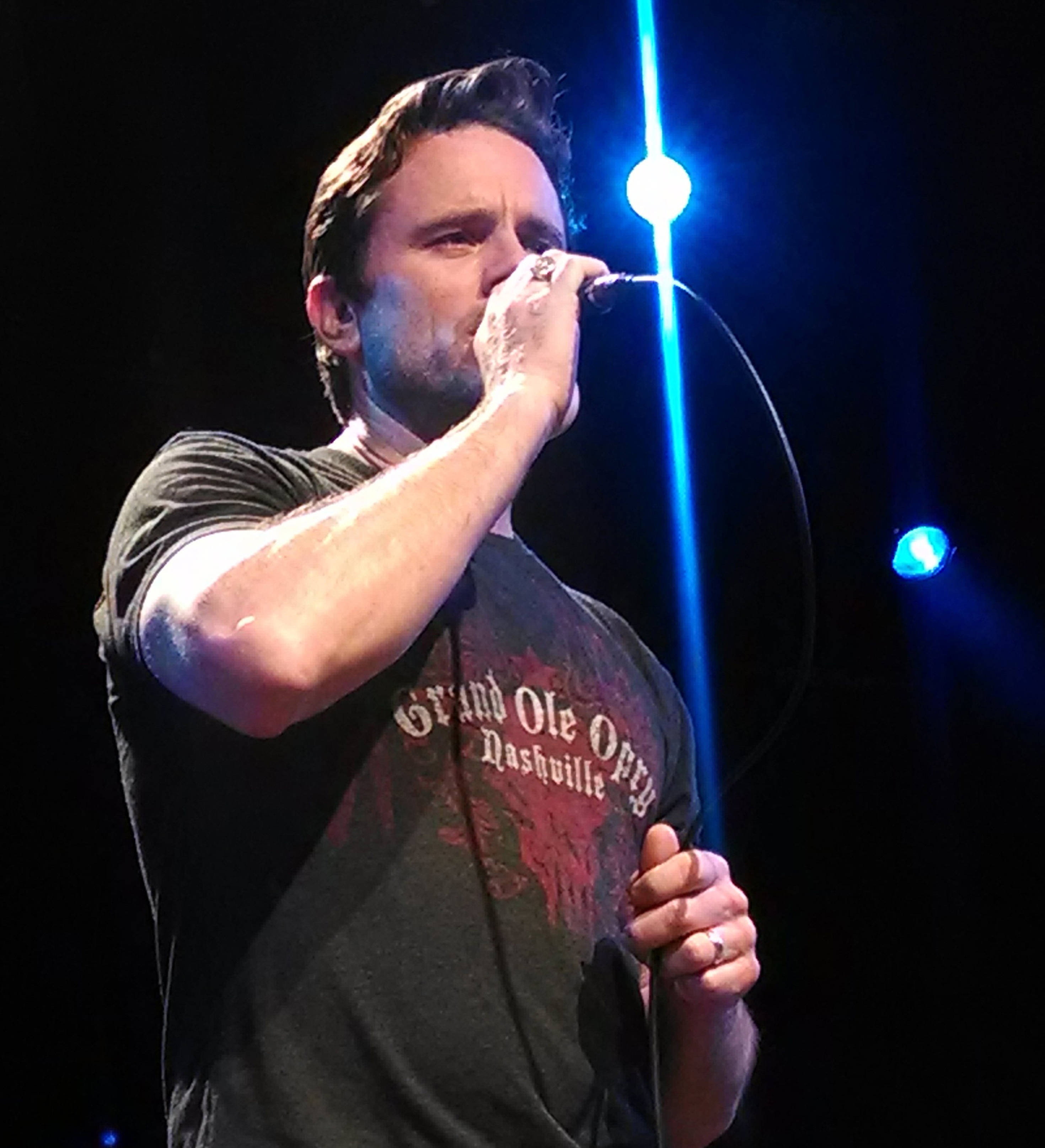
Charles Esten en 2014.

Guitariste et chanteur, il s'est totalement remis en question pour le rôle de Deacon Claybourne dans Nashville et c'est le guitariste Colin Linden qui au départ l'a coaché pour qu'il puisse donner un son et une voix à la guitare de Deacon. Un son country tout nouveau pour lui.
Dans cette série il interprète tous les morceaux. Depuis la saison 3, il participe à l'écriture de certaines chansons.
Durant l'été 2014, il a mené la tournée "Nashville cast on tour". Depuis le printemps 2015, "Nashville on tour 2" sillonne les États-Unis.
Il se produit ensuite seul sur scène avec Clare Bowen, sa partenaire dans la série Nashville (Scarlett, la nièce de Deacon).
Le 25 juillet 2018, il a reçu le titre Guinness World Records de "The most consecutive weeks to release an original digital single by a music act". 
Il a été présenté avec le certificat à la suite d'une représentation de son single, Halfway Home, sur l'émission Today de NBC. Son projet #EverySingleFriday a été annoncé via sa page Twitter le 1er juillet 2016 et s'est déroulé du 15 juillet 2016 au 21 juillet 2017. Au cours de 54 semaines, il a livré un nouveau single chaque vendredi, qu'il a lui-même écrit ou co-écrit. Les artistes présentés tout au long du projet incluent Ashley Campbell, Colin Linden, Steve Mandile de Sixwire, Sarah Siskind, Karla Davis et Miss Jackie Wilson.
Il est un artiste fréquent sur le Grand Ole Opry. Sa 100e performance a été célébrée avec son apparition au programme le 20 juillet 2018.

## Filmographie

### Cinéma
- 1997 : The Postman : Michael, Aeby's husband
- 2000 : Treize jours : Major Rudolf Anderson
- 2003 : Nobody Knows Anything : Connor Fulton
- 2008 : Swing Vote : La Voix du cœur : Lewis
- 2024 : The Easy Kind : Tye

### Télévision
- 2024 : Homestead: The Series : Cain (1 épisode)
- 2021 : Tell Me Your Secrets : Saul Barlow (4 épisodes)
- 2020-2023 : Outer Banks : Ward Cameron (28 épisodes)
- 2019 : Tell Me a Story : Robbie Pruitt (1 épisode)
- 2012 - 2018 : Nashville : Deacon Claybourne (124 épisodes)
- 2011 - 2012 : Jessie : Morgan Ross (4 épisodes)
- 2011 : Enlightened : Dan Manning (6 épisodes)
- 2011 : Wilfred : Nick (2 épisodes)
- 2009 - 2010 : Big Love : Ray Henry (11 épisodes)
- 2009 : NCIS : Los Angeles : John Cole / Ethan Stanhope (1 épisode)
- 2009 : The Cleaner : Dr Jake Slovak (1 épisode)
- 2009 : Mentalist : Rick Bregmann (1 épisode)
- 2007 - 2009 : Old Christine : Joe Campbell (2 épisodes)
- 2007 : 1 % : John Tipton
- 2007 - 2008 : Urgences : Dr. Barry Grosmman (4 épisodes)
- 2007 : American Family : Larry Bogner
- 2007 : The Winner : Gary (1 épisode)
- 2007 : Help Me Help You : Willis (1 épisode)
- 2006 : The Office : Josh Porter (8 épisodes)
- 2006 : Cold Case : Affaires classées : John "the hawk" Hawkins (1 épisode)
- 2004 : New York Police Blues : Tim Keating (1 épisode)
- 2003 : Voilà ! : Jake (1 épisode)
- 2003 : Dragnet : Carl (1 épisode)
- 2000 : La Vie à cinq : Luke (6 épisodes)
- 1997 : Mariés, deux enfants : Lonnie (2 épisodes)
- 1995 - 1996 : The Crew : Randy Anderson (21 épisodes)
- 1989 : On the Television : Various (5 épisodes)

### Jeux vidéo
- 1995 : Wing Commander IV : Le Prix de la liberté : Wing and commander (voix)